# Faustino Fernández Ovies
Pour les articles homonymes, voir Fernández.
Faustino Fernández Ovies, né le 16 février 1953 à El Berron Siero (commune de Siero), est un ancien coureur cycliste professionnel espagnol.

## Palmarès

### Palmarès année par année
- 1976
  - 2e du Tour de Ségovie
- 1977
  - Gran Premio Nuestra Señora de Oro
  -  Grand Prix de la montagne du Tour d’Italie
- 1978
  - Subida a Arrate
- 1979
  - 3ea étape du Tour des vallées minières
  - 3e étape du Tour des Asturies
  - 2e du Tour des Asturies
  - 3e du Tour de Cantabrie
- 1980
  - Tour d'Aragon :
    - Classement général
    - 1re étape

### Résultats sur les grands tours

#### Tour d'Italie
1 participation
- 1977 : 31e,  vainqueur du Grand Prix de la montagne

#### Tour de France
2 participations 
- 1978 : abandon (11e étape)
- 1979 : abandon (3e étape)

#### Tour d'Espagne
1 participation
- 1980 : 12e